# الکتن (اورگن)
الکتن (به انگلیسی: Elkton) شهری در شهرستان یومتیلا ایالت اورگن است و در سرشماری سال ۲۰۱۱ میلادی، ۱۸۶ نفر جمعیت داشته که نسبت به سال ۲۰۱۰، ۰ درصد رشد جمعیت داشته‌است.

## موقعیت جغرافیایی
موقعیت جغرافیایی شهرها و مناطق اطراف به شرح زیر است: